# Junín (partido)
Pour les articles homonymes, voir Junin.
Junín est un partido de la province de Buenos Aires fondée en 1881 dont la capitale est Junín.